# Mark Helprin
Mark Helprin (Nueva York, 28 de junio de 1947) es un novelista y periodista estadounidense.

## Carrera
Publicó su primera obra en 1975, titulada A Dove of the East and Other Stories y seguida de Refiner's Fire en 1977. Su novela de 1983 Winter's Tale fue adaptada en formato cinematográfico en 2014 por Akiva Goldsman, y apareció en la lista de The New York Times de las mejores obras de ficción estadounidenses de los últimos 25 años.